# Карактер (филм)
Карактер (хол. Karakter) је холандски филм снимљен 1997. године. Награђен је Оскаром за најбољи филм на страном језику.

## Кратак садржај
Радња се одвија 1920-их у Холандији. Древерхавен, судски извршитељ, пронађен је мртав са ножем у стомаку. Очигледни осумњичени је Катадрефе, млади, амбициозни адвокат који се извукао из сиромаштва упркос Древерхавеновим личним нападима на њега. Сведоци су видели Катадрефеа како излази из Древерхавенове канцеларије на дан убиства. Он је ухапшен и на саслушању у полицијској станици прича о својој вези са Древерхавеном, који му је, према наводима полиције, отац.
Прича почиње када Јоба, Катадрефова мајка, ради као домаћица у кући Древерхавена. За то време имају секс (што Јоба није желела) и она остаје трудна, потом напушта свог послодавца. На предлоге за брак одговара писмима одбијања.
У детињству и младости, путеви сина и оца понекад се укрштају са страшним последицама. Управо у тим односима показује се карактер оба лика.
Полиција сазнаје да је Катадрефе напустио канцеларију у 17:00, а Древерхавен је умро у 23:00. Постаје јасно да је Древерхавен заправо извршио самоубиство. По својој последњој вољи, он преноси цело своје богатство на Катадрефу, потписујући тестамент као „Отац“.

## Главне улоге
| Глумац            | Улога       |
| ----------------- | ----------- |
| Жан Деклер        | Древерхавен |
| Феђа ван Хејт     | Катадрефе   |
| Бети Шурман       | Јоба        |
| Тамар ван ден Доп |             |
| Виктор Лев        |             |
| Ханс Кестинг      |             |

## Занимљивости
Већина сцена у филму снимљена је у пољском граду Вроцлаву.